# Ideoblothrus milikapiti
Ideoblothrus milikapiti är en spindeldjursart som beskrevs av Harvey och Edward 2007. Ideoblothrus milikapiti ingår i släktet Ideoblothrus och familjen spinnklokrypare. Inga underarter finns listade i Catalogue of Life.